# 白石镇 (信宜市)
白石镇，是中华人民共和国广东省茂名市信宜市下辖的一个乡镇级行政单位。

## 行政区划
白石镇下辖以下地区：
白石社区、扶龙村、大寨村、乐义村、坡坪村、坳头村、六域村、利试村、大塘村、岳龙村、细寨村、四方田村、河坝铺村、大坑村、白鸡村、金林村、官山村、丽垌村、垌新村和吉度村。

## 交通
- 359国道